# Tommy Johansson (żużlowiec)
Tommy Johansson (ur. 21 października 1950 w Tvecie) – szwedzki żużlowiec, występujący również na torach lodowych.
Dwukrotny medalista indywidualnych mistrzostw Szwecji: złoty (1973) oraz brązowy (1974).
Reprezentant Szwecji na arenie międzynarodowej. Uczestnik finału światowego indywidualnych mistrzostw świata (Göteborg 1974 – VII miejsce). Uczestnik finału światowego drużynowych mistrzostw świata (Chorzów 1974 – zawodnik rezerwowy; nie startował).